# Barbotin
Pour les articles homonymes, voir Barbotin (homonymie).

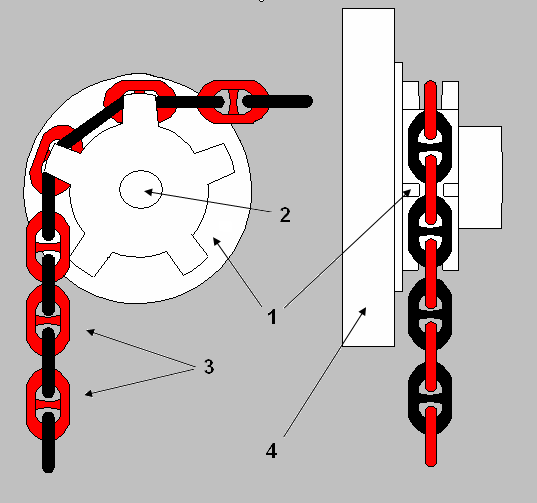
Barbotin de guindeau (navire).

Le barbotin ou cloche de réducteur de barbotin est un dispositif mécanique nommé en l'honneur de son inventeur, le capitaine de vaisseau Benoît Barbotin. Sur les véhicules qui circulent sur l'eau, le barbotin est une pièce du guindeau ou d'un cabestan, il est formé à l'empreinte des mailles de(s) la ligne(s) de mouillage d'un bateau. Sur les véhicules terrestres, il constitue la pièce extérieure du réducteur de sortie qui accueille les couronnes d'entraînement des chenilles. 

## Description
Initialement les grands navires de la marine à voile utilisaient pour leurs ancres des câbles en chanvre toronné, que l'on relevait en l'enroulant sur un treuil à axe vertical (cabestan) manœuvré à bras d'hommes.
Les chaînes d'ancre avaient de nombreux avantages : résistance beaucoup plus grande, imputrescibilité  et poids de la chaîne qui, en faisant un arc de cercle entre le navire et l'ancre permet d'amortir les à-coups de traction et d'améliorer la tenue de l'ancre et la sécurité du navire.  
Toutefois la chaîne ne pouvait pas s'enrouler correctement sur la poupée du cabestan et pour remonter l'ancre il fallait frapper (fixer) un cordage sur le maillon au niveau de l'eau puis embraquer ce cordage et recommencer autant de fois que nécessaire pour déraper l'ancre du fond, opération très longue et fastidieuse dénommée « faire Marguerite » par les matelots.  L'invention de la couronne à empreinte par Benoît Barbotin a simplifié énormément l'opération et son nom a été, par antonomase, donné à la pièce mécanique. 
Ce nom commun est ensuite utilisé pour l'engrenage caractéristique qui sert à l'entraînement des chenilles sur les chars d'assaut, bulldozers et autres véhicules dotés d'un mécanisme d'entraînement à chenilles.

## Galerie d'images

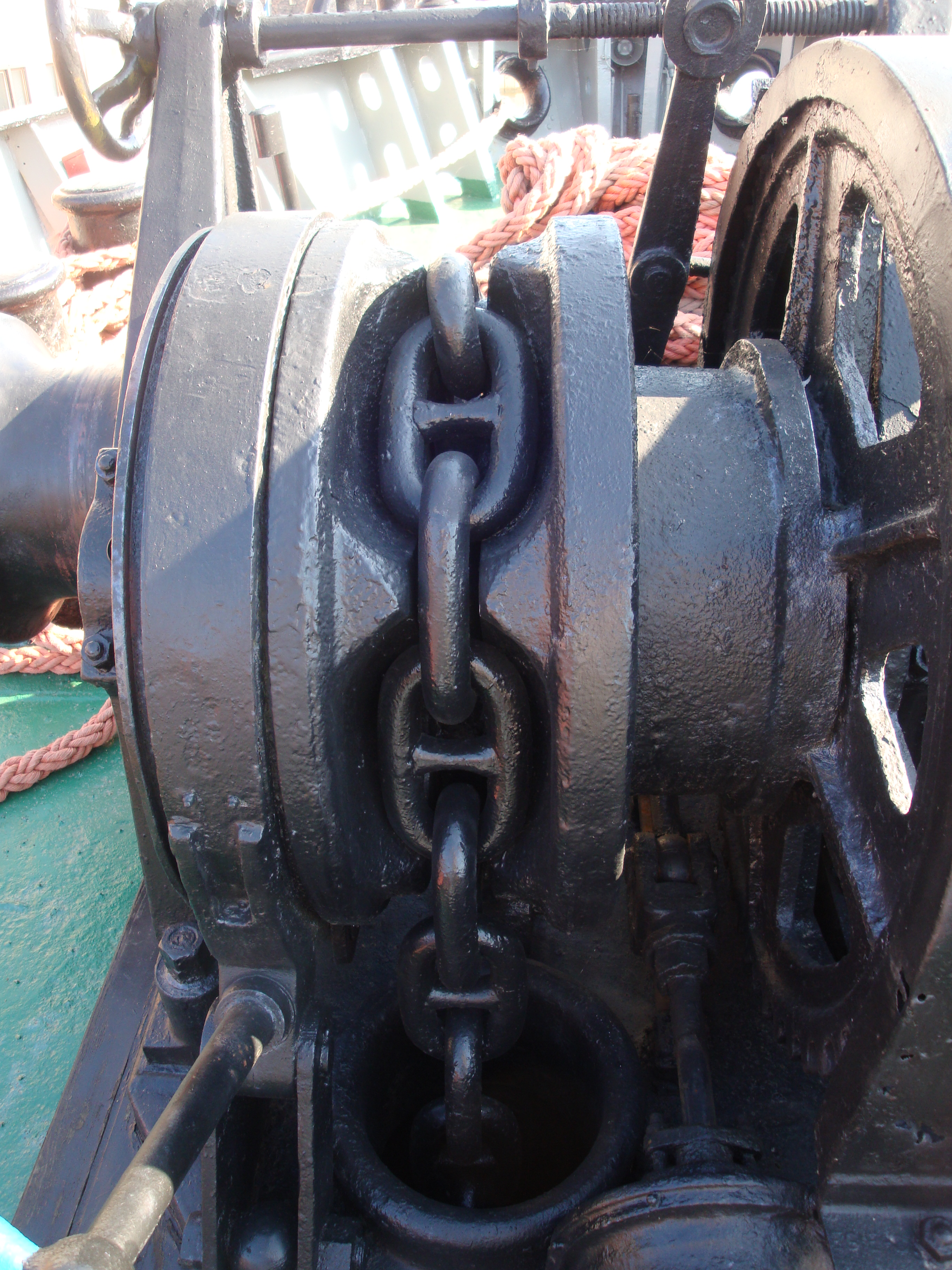
Barbotin du SS Sołdek (Navire)
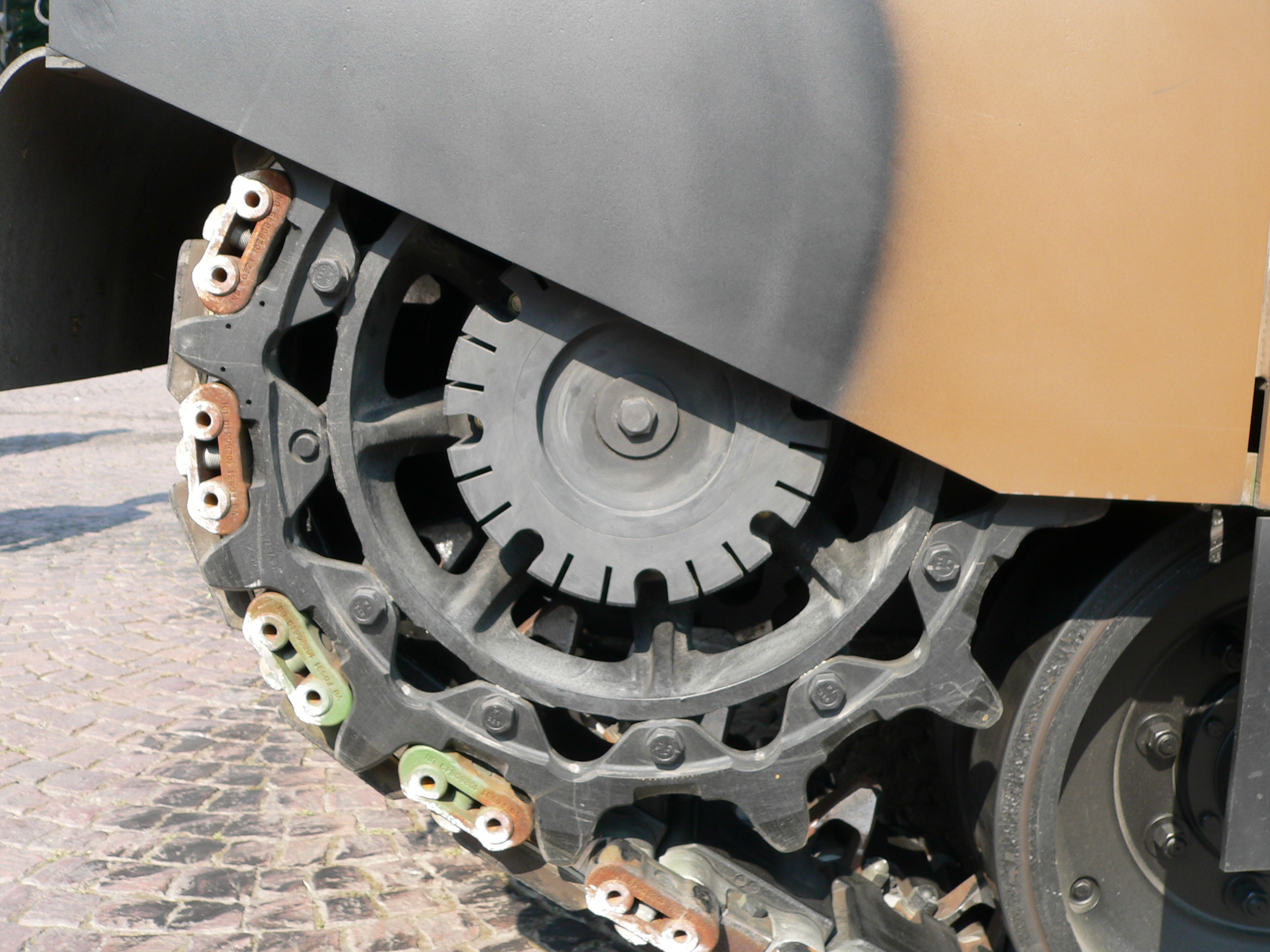
Barbotin du char Leclerc (2006)